# The Hearts of Age
The Hearts of Age è un cortometraggio del 1934 diretto da Orson Welles.

## Produzione
Primo corto di Welles, girato alla Todd School. In esso Welles interpreta la figura della Morte. Partecipa anche la moglie Virginia Nicolson nel ruolo di un'anziana gentildonna.

## Accoglienza
Questo breve film muto in 16 mm, dal contesto simbolico e drammatico, si ispirava all'opera di registi dell'epoca, da Erich von Stroheim a Luis Buñuel, ai surrealisti francesi. Già in questo cortometraggio si nota come la composizione dell'immagine caratterizzi in maniera evidente la tecnica registica di Welles. In soli quattro minuti la pellicola, che si rifaceva in maniera evidente a registi come Griffith, Stroheim, Murnau (immagini in negativo) ed all'avanguardia surrealista francese, presentava già tutti gli elementi della futura produzione cinematografica di Welles.